# Persone perbene
Persone perbene è un film del 1992 diretto da Francesco Laudadio.

## Trama
L'uomo d'affari Carlo Ferrante, sposato con Irene, è sull'orlo della bancarotta. Irene che proviene da una famiglia molto ricca  e possiede molto denaro contante, non lo aiuta e Carlo, per poter pagare i suoi debiti, finisce nella rete della mafia, commettendo un omicidio e riciclando denaro sporco.